# Guy Nickalls
Guy Nickalls, född 13 november 1866 i Sutton, London, död 8 juli 1935 i Leeds, var en brittisk roddare.
Nickalls blev olympisk guldmedaljör i åtta med styrman vid sommarspelen 1908 i London.